# Reinhard Wagner (Fotograf)
Reinhard Wagner (* 16. Februar 1963 in Nürnberg) ist ein deutscher Sachbuchautor zum Thema Fotografie.

## Leben
Nach seinem Abitur studierte Wagner Elektrotechnik an der Friedrich-Alexander-Universität Erlangen-Nürnberg und der Fachhochschule Regensburg. Nach Abbruch des Studiums und dem Grundwehr-/Ersatzdienst war er in der PC-Technik tätig.
Er betreibt verschiedene Online-Portale um das Thema Fotografie. Seit 2009 publiziert er Bücher über Kameras, Objektive und andere Erzeugnisse der Firma Olympus. 
Im Jahr 2020 war er als parteiloser Kandidat zur Wahl als ehrenamtliches Mitglied für den Marktgemeinderat Pyrbaum auf der Liste der FDP vertreten. Wagner war 2021 Unterstützer der Zero-Covid-Initiative.
Er ist verheiratet und lebt in Pyrbaum.

## Veröffentlichungen (Auswahl)
- Foto Pocket Olympus E-620 Haar, Franzis Verlag (2009), ISBN 978-3-7723-7819-5
- Profibuch HDR-Fotografie Haar, Franzis Verlag (2009), ISBN 978-3-7723-6470-9
- Foto Pocket Olympus PEN E-P1, E-P2 & E-PL1 Haar, Franzis Verlag (2010), ISBN 978-3-645-60063-7
- Foto-Workshops – 222 Profitipps für bessere Fotos Haar, Franzis Verlag (2010), ISBN 978-3-645-60039-2
- Profibuch HDR-Fotografie Haar, Franzis Verlag (2011), ISBN 978-3-645-60099-6
- Perfekt fotografieren Haar, Franzis Verlag (2011), ISBN 978-3-645-60132-0 (mit Klaus Kindermann)
- Olympus OM-D: Das Kamerabuch zur E-M5 Haar, Franzis Verlag (2012), ISBN 978-3-645-60172-6
- Foto Pocket Olympus OM-D E-M5 Haar, Franzis Verlag (2012), ISBN 978-3-645-60227-3
- Faszination Fotografieren – Meisterschule Haar, Franzis Verlag (2013), ISBN 978-3-645-60250-1 (mit Klaus Kindermann)
- Foto Pocket Olympus PEN (E-PL5 und E-PM2) Haar, Franzis Verlag (2013), ISBN 978-3-645-60248-8
- Foto Pocket Olympus PEN E-P5 Haar, Franzis Verlag (2013), ISBN 978-3-645-60282-2
- Das Kamerabuch Olympus OM-D E-M1 Haar, Franzis Verlag (2014), ISBN 978-3-645-60303-4
- Fotografie mit der Olympus OM-D E-M1 Haar, Franzis Verlag (2014), ISBN 978-3-645-60356-0
- Kamerabuch Olympus OM-D E-M5 Mark II Haar, Franzis Verlag (2015), ISBN 978-3-645-60403-1
- Foto Pocket Olympus E-M5 Mark II Haar, Franzis Verlag (2016), ISBN 978-3-645-60406-2
- Kamerabuch Olympus PEN-F Haar, Franzis Verlag (2016), ISBN 978-3-645-60475-8
- Meisterschule Digitale Fotografie Haar, Franzis Verlag (2017), ISBN 978-3-645-60501-4
- Kamerabuch Olympus E-M1 Mark II Haar, Franzis Verlag (2017), ISBN 978-3-645-60535-9
- Kamerabuch Olympus PEN E-PL9 Haar, Franzis Verlag (2018), ISBN 978-3-645-60645-5
- Kamerabuch Kreative Fotografie mit Olympus OM-D & PEN Haar, Franzis Verlag (2019), ISBN 978-3-645-60655-4